# Alhor ibne Abderramão Atacafi
Alhor ibne Abderramão Atacafi (em árabe: الحر بن عبد الرحمن الثقافي; romaniz.: al-Ḥurr bin ʿAbd al-Raḥmān al-Thaqafī) foi um uale do Alandalus entre 716 e 718. Foi nomeado pelo uale de Ifríquia. Foi o terceiro sucessor de Muça ibne Noçáir, o governador da Ifríquia que dirigiu a conquista árabe da Hispânia em 711. Alhor foi o primeiro comandante muçulmano a cruzar os Pirenéus em 717, liderando um pequeno grupo de invasão à Septimânia. Suas incursões foram em grande parte malsucedidas, pelas quais foi deposto em 718.

## Vida
Depois do assassinato de Abdalazize ibne Muça em 716 e do governo de seis meses de seu primo Aiube ibne Habibe Aláquemi, Alhor foi designado para o posto. Logo depois, transferiu a capital administrativa do Alandalus de Sevilha para Córdova. Esteve fortemente envolvido na tentativa de suprimir a resistência visigótica cristã e foi amplamente bem-sucedido em fazê-lo. Na verdade, é considerado responsável pela pacificação de praticamente toda a Hispânia visigótica, exceto pelas cadeias de montanhas da região basca, a maior parte dos Pirenéus e o ainda quase intacto Ducado da Cantábria, no norte da Península. Após seu governo no Alandalus, o reino se tornaria, anos depois, o reino líder na Reconquista. Ele lançou as bases da futura administração omíada enviando funcionários omíadas às cidades, estabelecendo regras para a gestão de bens imóveis e os impostos que lhes são impostos (o tributa ou tributação fundiária), devolvendo propriedades aos proprietários cristãos quando aplicável e punindo os berberes por pilhagem e ocultação de aquisição não declarada de bens. Este trabalho de estabelecer uma administração civil foi continuado por seu sucessor Açame ibne Maleque Alcaulani e concluído por Iáia ibne Salama Alcalbi.
Alhor também voltou sua atenção para os aquitanos (referidos na maioria das crônicas árabes como "francos") através dos Pirenéus. Fontes sugerem que foi seduzido pelo tesouro acumulado nos conventos e igrejas, ou talvez perseguindo refugiados, ou aproveitando a guerra civil em curso entre os chefes da corte merovíngia com o envolvimento do duque Odão, o Grande (r. 700–735). Nenhum dos predecessores de Alhor tentou cruzar os Pirenéus e, em 717, tentou fazer exatamente isso. Liderou uma pequena expedição através da cordilheira até a gótica Septimânia, a primeira das quais provavelmente apenas reconheceria a região. Várias tentativas de ataque depois, todas sem sucesso, causaram sua deposição pelo califa omíada, que nomeou Açame ibne Maloquie Alcaulani em 718 como seu substituto. Açame continuou as expedições na França atual, chegando até o Ródano, mas seria morto na Batalha de Tolosa em 721.